# Ukrzyżowanie (obraz Carla Crivellego)
Ukrzyżowanie (wł. La Crocifissione con la Vergine e San Giovanni Evangelista) – obraz włoskiego malarza renesansowego Carla Crivellego z ok. 1485, znajdujący się w zbiorach Pinakoteki Brera w Mediolanie.

## Historia
Dzieło znalazło się w zbiorach Brery w 1811 w wyniku konfiskaty dóbr w czasach napoleońskich. Zabrano je z katedry w Camerino razem z innym obrazem Crivellego Madonna della Candeletta. Oba obrazy przez pewien czas uważane były za części rozdzielonego Poliptyku z Duomo w Camerino. Nowsze badania zaprzeczyły tej hipotezie. Obrazy mają różne wysokości, użyto różnych materiałów do namalowania tła, różnią się też ideą sposobu przedstawienia sceny.

## Opis i styl
Crivelli, przedstawiając scenę ukrzyżowania Jezusa Chrystusa, w wyraźny sposób zarysował granicę między tym co na ziemi i tym co w niebie. Postać Zbawiciela ma w tle do połowy krajobraz ziemski, w drugiej połowie nierzeczywiste złote niebo z zarysowanymi księżycem i słońcem. U stóp krzyża bolejące postacie Matka Boża i Jana Apostoła. W tle bolejących zarysowany został zamek, lasy i wzgórza na horyzoncie: symbol Jerozolimy, z której wyprowadzono Jezusa, aby był ukrzyżowany poza miastem, jak nakazywało prawo rzymskie.
Krzyż został namalowany z zachowaniem perspektywy widza oglądającego dzieło z dołu; widać spodnią stronę poprzecznej belki, tabliczki z winą i podpory pod stopy, tzw. suppedaneo. Postaci zostały przedstawione w sposób bardzo realistyczny. O celowym przedstawieniu grozy wydarzenia świadczy też czaszka prarodzica Adama, namalowana zgodnie ze standardami chrześcijańskich przedstawień sakralnych. Nie mogąc używać typowych w swoich obrazach elementów dekoracyjnych, jak kamienie szlachetne, motywy roślinne czy fałdy szat, kunszt pracy pędzla skupił się na detalach drugiego planu i szczegółach normalnie drugorzędnych, jak słoje drewna i nierówności ziemi. Kontrast między drzewami bezlistnymi i zielonymi jest symbolem odrodzenia jakiego świat doświadczy dzięki ofierze Chrystusa.